# آلفونسوی یکم، پادشاه آراگون
آلفونسوی یکم آراگون (اسپانیایی: el Batallador‎;. ۱۰۷۳/۱۰۷۴ – ۸ سپتامبر ۱۱۳۴ (سن ۶۰))، دومین پسر سانچو اول و پادشاه آراگون در بین سال‌های ۱۰۷۳ تا ۱۱۳۴ میلادی بود. وی پس از درگذشت برادر بزرگتر خود در سال ۱۱۰۹ میلادی، به پادشاهی آراگون و ناوار برگزیده شد. وی از جمله حامیان و شرکت‌کنندگان در جنگ‌های صلیبی به‌شمار می‌آمد و به‌صورت آشکارا تحت تاثیر اندیشه‌های مسیحیان صلیبی قرار گرفته بود. از دیدگاه او بهترین راه برای تصرف اورشلیم، شبه‌جزیره ایبری و شمال آفریقا بود؛ به همین جهت در سال ۱۱۲۵ میلادی، رهبری سپاهی از هزاران مستعرب ساکن مرزهای والنسیا به‌عهده گرفت. سال‌های بعدی حیات او صرف تلاش برای تصرف شهرهای مسلمانان شد. وی در بستر مرگ اداره مملکت خویش را به‌عهده شوالیه‌های هوسپیتالر و شوالیه‌های معبد و کشیشان معبد مقدس سپرد، ولی این درخواست وی هرگز از سوی اشراف‌زادگان آراگون و ناوار تحقق نیافت و آن‌ها پادشاهی ناوار و آراگون را به‌ترتیب به گارسیا چهارم و رامیرو دوم واگذار کردند.